# José Sérgio Calheiros da Gama
José Sérgio Carvalho dos Santos de Calheiros da Gama (Lisboa, 30 de outubro de 1957) é um juiz desembargador jubilado português, que foi professor, diplomata e desempenhou diversos cargos internacionais no sistema das Nações Unidas, sendo, desde 2004, o primeiro e único português da lista indicativa de árbitros dos painéis de solução de controvérsias da Organização Mundial do Comércio.
Especialista em direito penal, direitos humanos, direito internacional e propriedade Intelectual, teve intervenção, como juiz, em processos mediáticos e foi o último da comissão de extinção da PIDE/DGS; esteve, de 1996 a 2006, como conselheiro jurídico na missão permanente de Portugal junto das Nações Unidas, em Genebra, tendo sido delegado a sessões de órgãos de direitos humanos, participado nos trabalhos para a criação do Tribunal Penal Internacional e adoção de tratados internacionais sobre patentes, design industrial, direitos de autor e conexos. Foi presidente do Comité executivo da União de Berna para proteção das obras literárias e artísticas, presidente da Assembleia da União de Budapeste relativa ao reconhecimento internacional do depósito de microrganismos para efeitos de procedimentos no domínio das patentes, vice-presidente da Assembleia da União de Nice relativa à classificação internacional de produtos e serviços para fins dos registos de marcas e, no âmbito da Organização Mundial da Propriedade Intelectual, foi coordenador e porta-voz da União Europeia e do Grupo regional Europa ocidental e outros.

## Biografia
- Licenciado em Direito pela Universidade Livre de Lisboa, em 1984, ingressou no Centro de Estudos Judiciários, como auditor de justiça, frequentando o III Curso normal de formação de magistrados;[2][3]
- entre outubro de 1986 e fevereiro de 1996, foi juiz de direito nos tribunais judiciais das comarcas de Setúbal e Loulé,  nos juízos criminais e correcionais de Lisboa (tribunal da Boa-Hora) e nos tribunais de instrução criminal de Portimão e de Lisboa, acumulando, neste último, as funções de juiz instrutor da Comissão de extinção da PIDE/DGS e Legião Portuguesa (desde junho de 1990 e até à extinção da referida comissão em 1991), e, desde 1992, de juiz formador dos auditores de justiça, em estágio de iniciação, destinados a serem novos juízes nos Países Africanos de Língua Oficial Portuguesa, e ainda, a partir de 15 de setembro de 1994, de presidente daquele tribunal de instrução criminal de Lisboa;[2][3][7]
- de 1996 a 2006, foi conselheiro jurídico na missão permanente de Portugal junto das Nações Unidas e das organizações e organismos internacionais sediados em Genebra (missão NUOI), nomeadamente, Alto Comissariado das Nações Unidas para os Refugiados, Comissão das Nações Unidas para os Direitos Humanos, Comitê Internacional da Cruz Vermelha / Movimento Internacional da Cruz Vermelha e do Crescente Vermelho, Conferência das Nações Unidas sobre Comércio e Desenvolvimento, Escritório do Alto-comissário das Nações Unidas para os Direitos Humanos, Organização Internacional do Trabalho, Organização Internacional para as Migrações, Organização Meteorológica Mundial, Organização Mundial do Comércio, Organização Mundial da Propriedade Intelectual, Organização Mundial da Saúde, União para a Proteção das Obtenções Vegetais, União Internacional de Telecomunicações, Organização Europeia para a Investigação Nuclear (CERN) e União Interparlamentar;[2][3][8][9]
- em 2006 e 2007, foi juiz de direito no tribunal de família e menores de Lisboa;[10]
- de setembro de 2007 a novembro de 2022, foi juiz desembargador do tribunal da relação de Lisboa;[1]

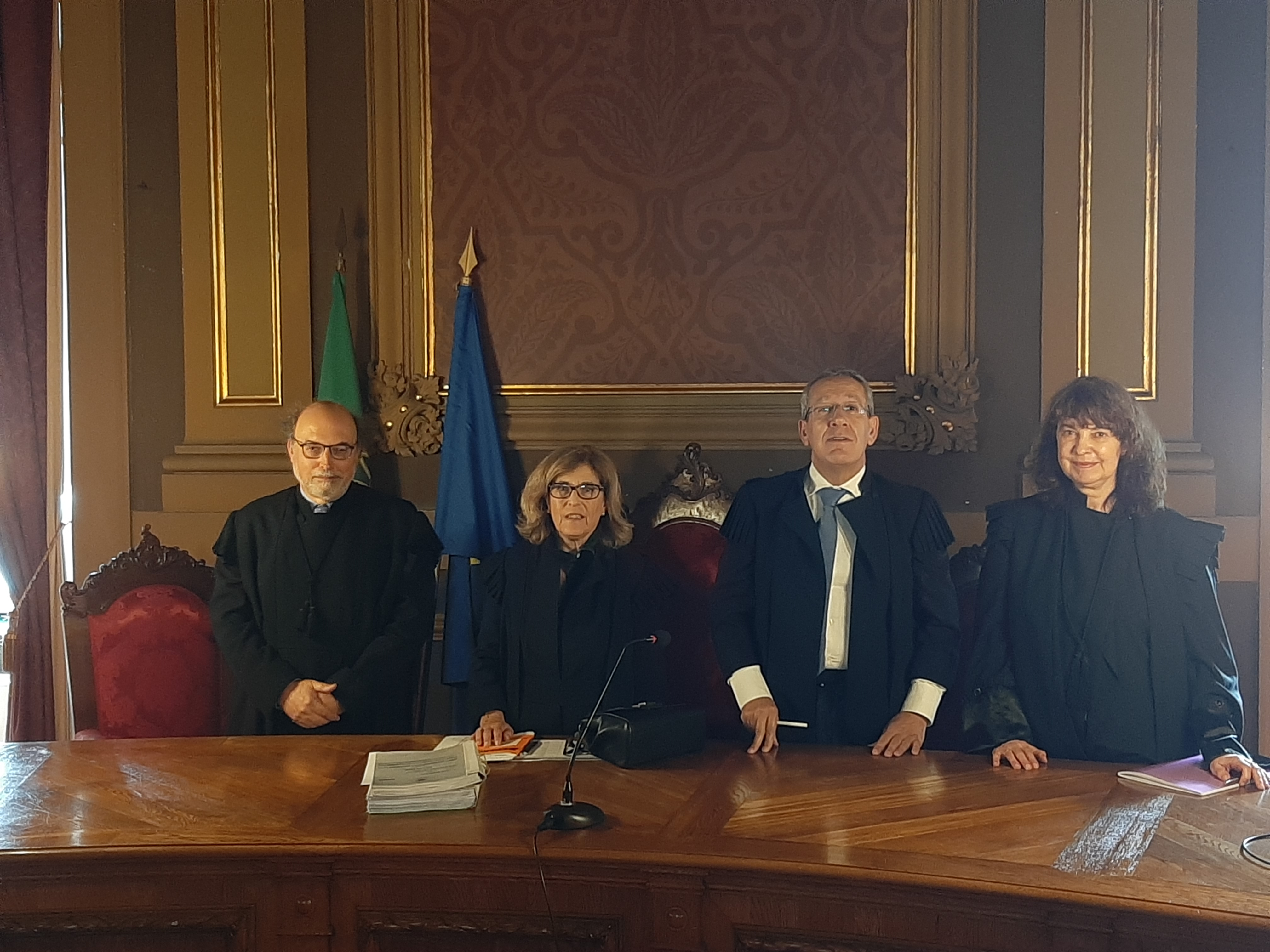
Juízes desembargadores da 9.ª Secção (criminal); da esq. para a dta: José Sérgio Calheiros da Gama, Margarida Vieira de Almeida (presidente), Antero Luís e Paula Bizarro; Sala de audiências do tribunal da relação de Lisboa, 29 de setembro de 2022

- no âmbito das ações de formação e programas de intercâmbio da rede europeia de formação judiciária, em 2013, estagiou na Alemanha nos tribunais local e regional de Munique e superior da Baviera (Amtsgericht, Landgericht e Oberlandgericht), e, em 2014, em França no "Tribunal de Grande Instance de Colmar", "Cour d'Assises du Haut-Rhin" e "Cour d'appel de Colmar";[11][12]

## Processos mediáticos
Foi juiz de instrução criminal no processo em que se investigaram as causas e responsabilidades do afundamento do navio Bolama e juiz relator de acórdãos de megaprocessos e casos muito mediatizados, como, designadamente, sucedeu no:
- Processo Casa Pia (processo n.º 1718/02.9JDLSB.L1 – acórdão de 23 de fevereiro de 2012);[14][15][16][17][18][19][20][21][22][excesso de citações]
- Operação Marquês (processo n.º 122/13.8TELSB-AT.L1 - acórdão de 4 de outubro de 2018);[22]
- confirmando a não libertação de Isaltino Morais a 24 de abril de 2013 e que cumprisse pena de dois anos de prisão (processos nºs 712/00.9JFLSB-AB.L1 e 712/00.9JFLSB-AA.L1 - acórdão de 11 de julho de 2013);[22]
- colapso do Banco Português de Negócios/José de Oliveira Costa;[23]
- da concessão da liberdade condicional a Duarte Lima (processo n.º 1081/19.9TXLSB-K.L1 - acórdão de 29 de setembro de 2022);[22][24][25][26]
- determinando que Alberto João Jardim fosse julgado (processo n.º 613/95.0TBFUN.L1 - acórdão de 27 de outubro de 2016);[22][27][28][29]
- caso Rui Pinto, o hacker denunciante, criador do Football Leaks (processo n.º 6255/15.9TDLSB-A.L1 - acórdão de 6 de junho de 2019);[22][30]
- do universo do Banco Espírito Santo (processos nºs 324/14.0TELSB-I.L1, 324/14.0TELSB-CZ.L1, 324/14.0TELSB-EQ.L1 - acórdãos de 8 de outubro de 2015, 21 de outubro de 2021 e 13 de janeiro de 2022);[22][31]
- processo EDP (envolvendo Manuel Pinho, António Mexia e Manso Neto) (processo n.º 184/12.5TELSB-I.L1 - acórdão de 18 de junho de 2020);[22][32][33][34][35]
- Operação Furacão/Finatlantic (processo n.º 73/07.5TELSB.L1 - acórdãos de 11 de abril de 2019 e 22 de outubro de 2019);[22][36]

## Cargos internacionais
- por eleição, presidente do Comité executivo da União de Berna para proteção das obras literárias e artísticas (2004-2005);[37]
- por eleição, presidente da Assembleia da União de Budapeste relativa ao reconhecimento internacional do depósito de microrganismos para efeitos de procedimentos no domínio das patentes (2005-2007);[38]
- por eleição, vice-presidente da Assembleia da União de Nice relativa à classificação internacional de produtos e serviços para fins dos registos de marcas (2003-2005).[39]
- por eleição, presidente (coordenador e porta-voz), na Organização Mundial da Propriedade Intelectual, do chamado “Grupo B” ou grupo regional Europa ocidental e outros (integrado pelos estados membros da União Europeia, Noruega, Suíça, Estados Unidos da América, Canadá, Austrália, Nova Zelândia, e outros países ocidentais e/ou desenvolvidos (2001-2003);[40][41][42][43]
- árbitro no mecanismo de solução de controvérsias dos acordos do Mercosul com o Chile e com a Bolívia. Integrado na lista de quatro árbitros estrangeiros indicados pelo Ministério das Relações Exteriores (Brasil);[44]
- desde 2004 e ininterruptamente até ao presente (2025), por proposta da Comissão Europeia e nomeação do ORD/OSD (Órgão de Resolução de Diferendos (português europeu) ou Órgão de Solução de Controvérsias (português brasileiro)) da Organização Mundial do Comércio (OMC), integra a lista indicativa de árbitros dos painéis de  resolução de litígios  (português europeu) ou solução de controvérsias (português brasileiro) da OMC;[4][5][6][45][46]

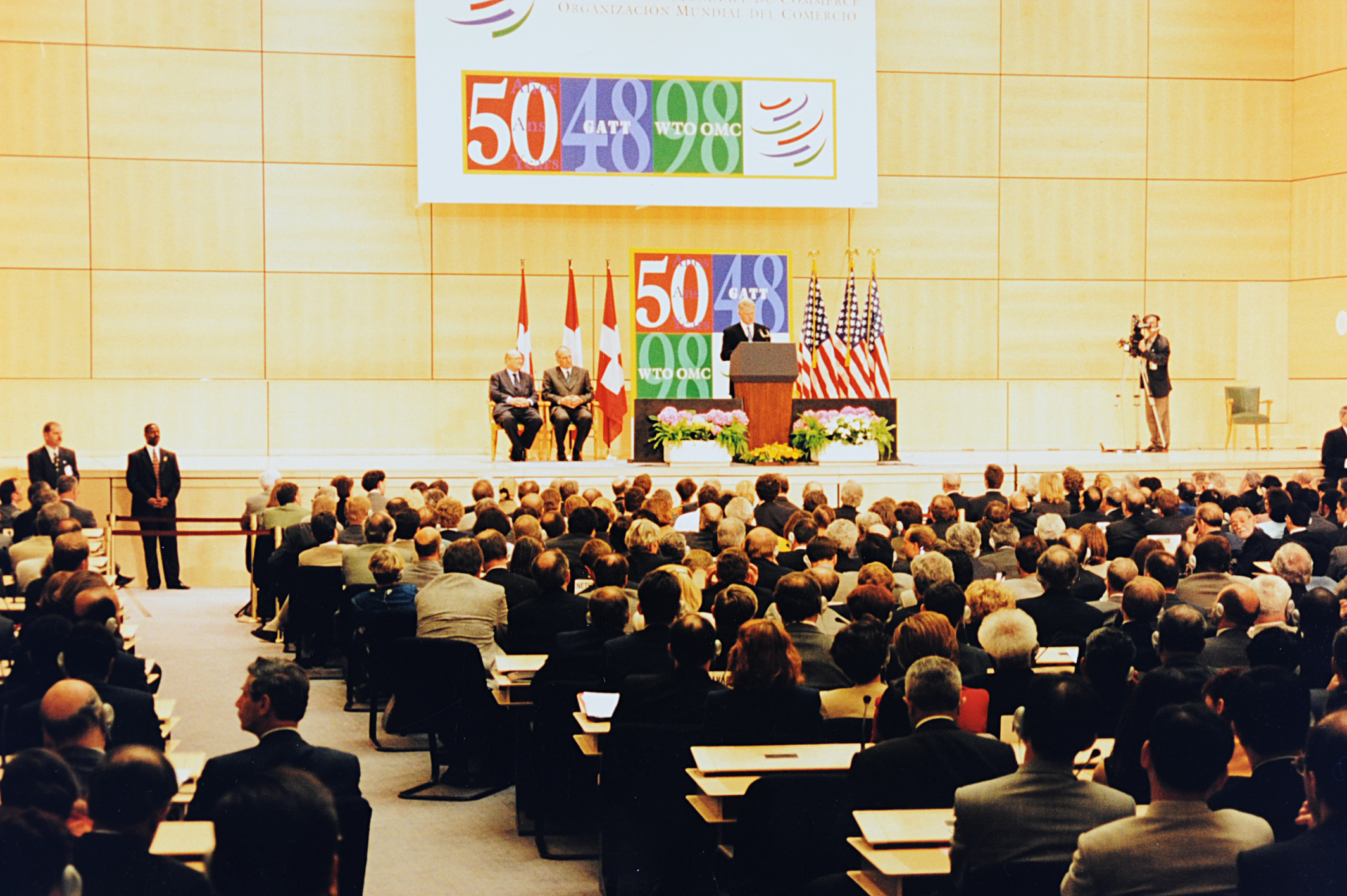
Segunda conferência ministerial da Organização Mundial do Comércio, Genebra, 18-20 de maio de 1998 - Bill Clinton, presidente do EUA, no uso da palavra, acompanhado no palco (sentados) por Renato Ruggiero, primeiro diretor-geral (1995-1999) da OMC, e Pascal Couchepin - Photos: © WTO

Sendo que, na OMC, entre 1998 e 2005, representou Portugal nas sessões ordinárias e extraordinárias (formais e informais) do Conselho TRIPS e do ORD, bem como nas consultas para solução de controvérsias e reuniões de peritos; e integrou a delegação portuguesa à 2.ª conferência ministerial da Organização Mundial do Comércio, Genebra, 18-20 de maio de 1998;
Durante a presidência portuguesa do Conselho Europeu do ano 2000, presidiu a reuniões de coordenação da União Europeia no âmbito da OMC e OMPI, e falou em nome desta.

## Atividade nas Nações Unidas –Direito Internacional
Em 1996, 1997 e 1998,  integrou a delegação de Portugal à 51.ª, 52.ª e 53.ª sessões da Assembleia Geral das Nações Unidas, em Nova Iorque, tendo discursado a 4 de novembro de 1998, no sexto comité (Direito internacional), sobre o trabalho da Comissão de Direito Internacional das Nações Unidas, cujas sessões anuais seguiu em Genebra, de 1996 a 2005, acompanhando, nomeadamente, os trabalhos das reuniões onde foi adotado o projeto de Código dos crimes contra a paz e a segurança da humanidade, que veio a integrar o Estatuto de Roma, que fundou o Tribunal Penal Internacional, criado em 1998;

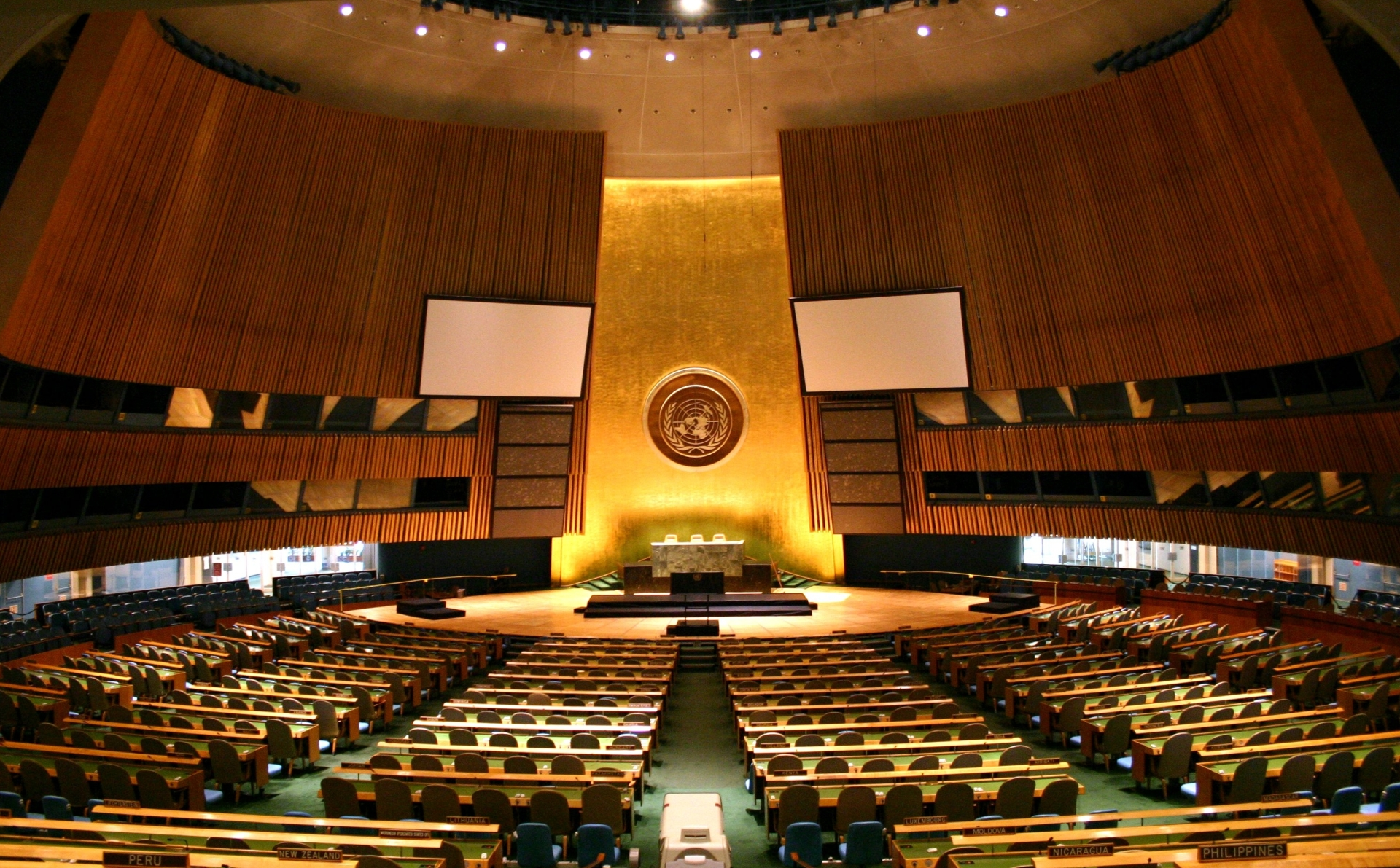
A Assembleia Geral das Nações Unidas é localizada na sede da organização, em Nova Iorque

## Atividade nas Nações Unidas –Direitos humanos
Foi delegado de Portugal às seguintes sessões de órgãos de direitos humanos da Organização das Nações Unidas:
- 52.ª (1996), 53.ª (1997), 54.ª (1998) e 55.ª (1999) da Comissão das Nações Unidas para os Direitos Humanos (desde 2006, Conselho de Direitos Humanos das Nações Unidas);[56][57][58][59]

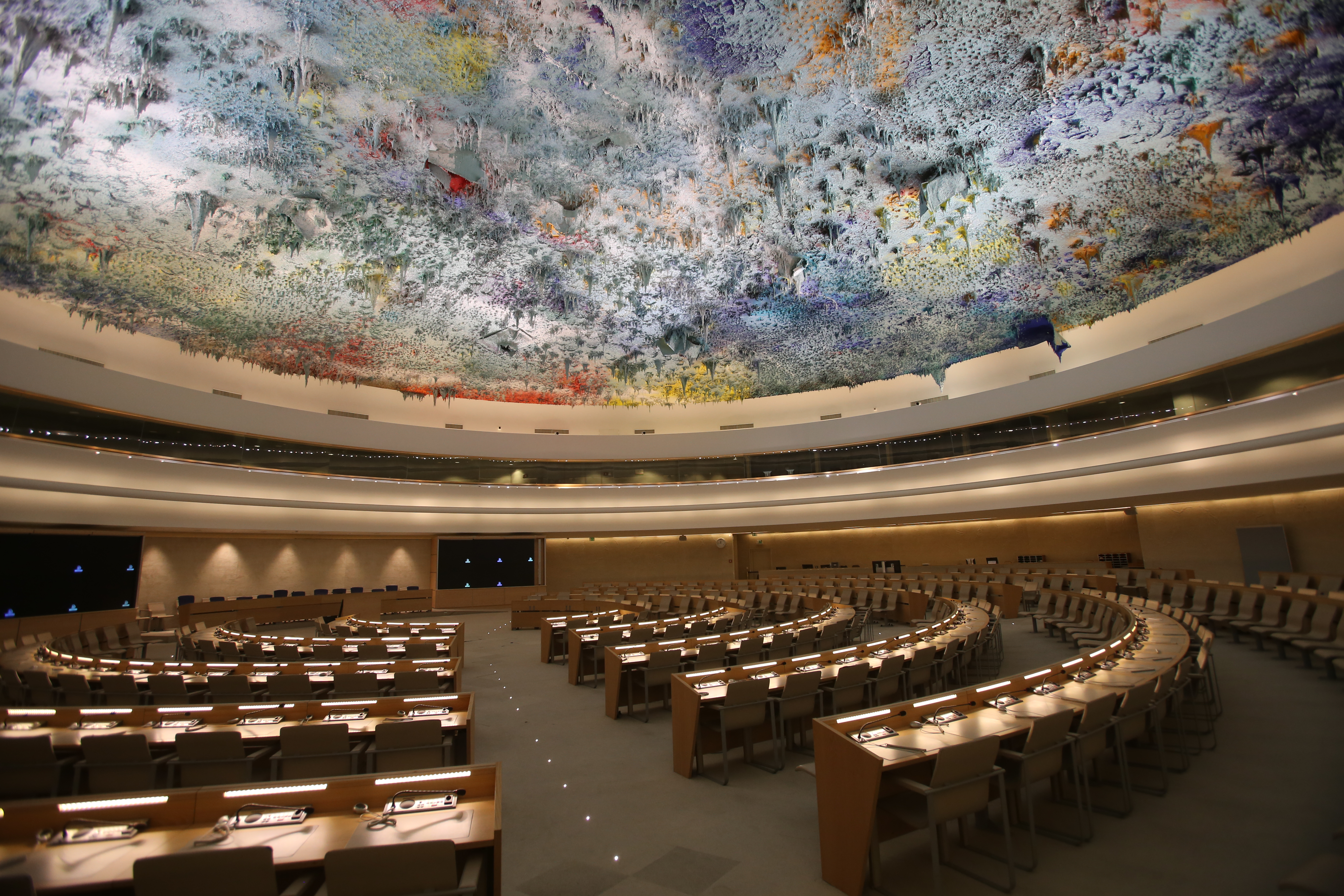
Sala usada pela Comissão das Nações Unidas para os direitos humanos, no Palácio das Nações em Genebra, Suíça

- 50.ª (1998) e 51.ª (1999) da Subcomissão para a promoção e protecção dos direitos humanos[60][61]
- 54.ª (1999) do Comité para a eliminação de todas as formas de discriminação racial, onde foi apresentado a exame o texto consolidado do quinto, sexto, sétimo e oitavo relatórios periódicos sobre a aplicação em Portugal da Convenção Internacional sobre a Eliminação de Todas as Formas de Discriminação Racial;[62][63]
- à do Comitê dos Direitos Econômicos, Sociais e Culturais, onde, em 20 e 21 de novembro de 1997, Portugal apresentou a exame o segundo relatório sobre a aplicação a Macau (então ainda administrado por Portugal) do Pacto Internacional dos Direitos Econômicos, Sociais e Culturais;[64]

## Atividade nas Nações Unidas –Propriedade Intelectual
De 1996 a 2005, na Organização Mundial da Propriedade Intelectual (OMPI/WIPO), agência especializada integrante do Sistema das Nações Unidas, com sede em Genebra, foi membro da delegação de Portugal a todas as sessões extraordinárias e anuais ordinárias da Assembleia Geral da OMPI; a que Portugal presidiu em 2001 e de assembleias de Uniões administradas pela OMPI;

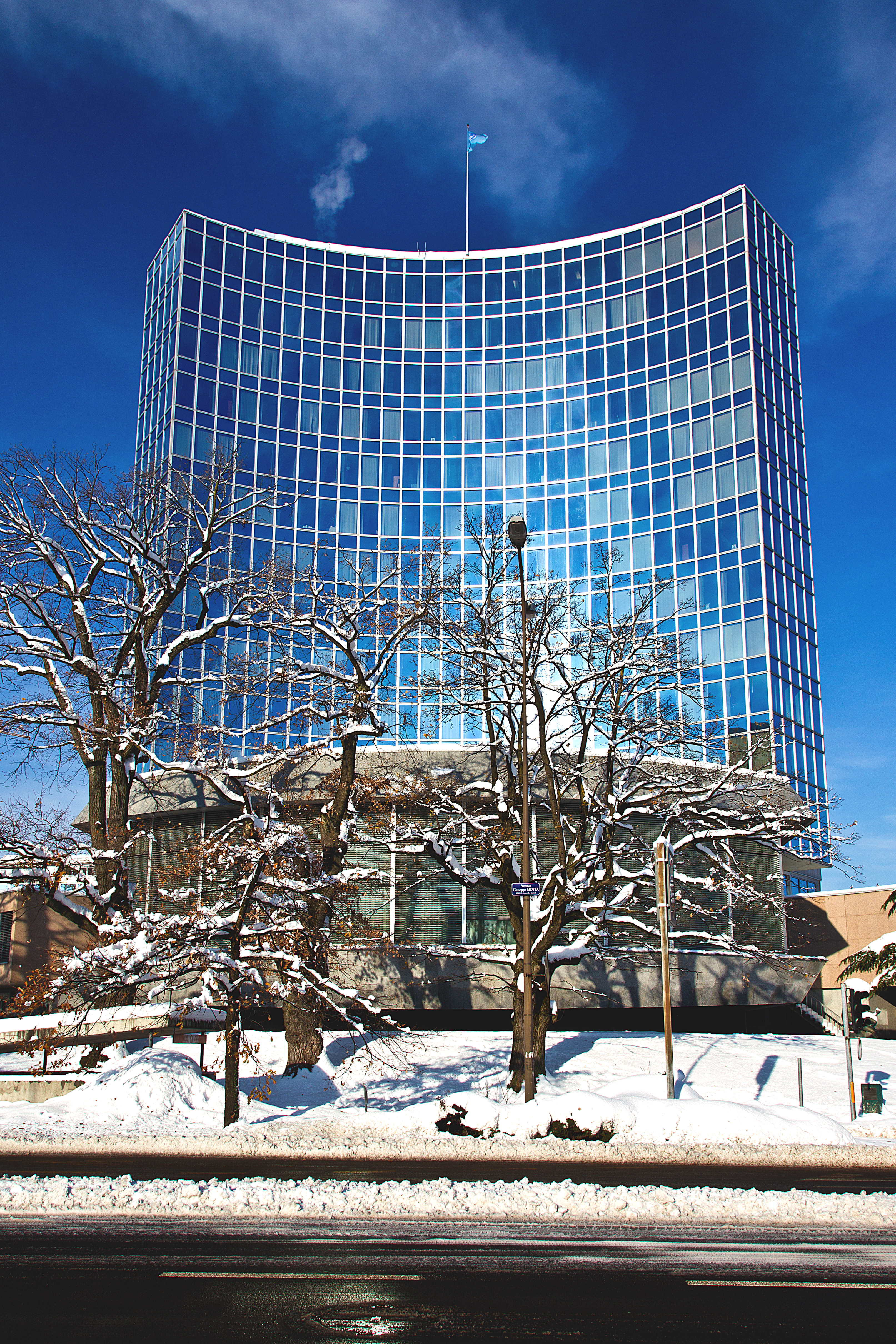
Sede da WIPO/OMPI, em Genebra

Igualmente integrou a delegação de Portugal às sessões dos seguintes Comités da OMPI:
- Comité de coordenação;[84][85][86]
- Comité permanente do direito das patentes;[87][88][89][90][91][92][excesso de citações]
- Comité permanente do direito das marcas, desenhos, modelos industriais e indicações geográficas;[93][94][95][96][97][98][99][100][101][excesso de citações]
- Comité permanente do direitos de autor e conexos;[102][103][104][105][106][107][excesso de citações]
- Comité intergovernamental sobre a propriedade intelectual e os recursos genéticos, conhecimentos tradicionais e folclore;[108][109][110]
- Comité do programa e orçamento;[111][112][113][114][115][116][117][118][119][excesso de citações]
- Comité de peritos em marcas notórias;[120]
- Comité de peritos sobre um protocolo relativo a performances audiovisuais;[121]
- Comité de peritos sobre o tratado dos direitos das patentes;[122][123]
- Comité para assuntos administrativos e jurídicos da União internacional de cooperação em patentes (PCT Union);[124]
- Comité permanente de cooperação para o desenvolvimento relacionado com a propriedade intelectual;[125]
- e em diversos grupos de trabalho e consulta;[126][127][128][129][130][131][132][133][134][135][136][137][excesso de citações]

### Atividade no âmbito da UPOV
- De 1997 a 2005, foi delegado de Portugal na União para a Proteção das Obtenções Vegetais (UPOV, que tem por objetivo fornecer um sistema eficaz  e sui generis para a proteção de novas variedades vegetais), tendo participado em reuniões do Conselho, do Comité consultivo, do Comité técnico e do Comité administrativo e jurídico;[138][139][140][141][142][143][144][145][146][147][148][149][excesso de citações]

## Conferências diplomáticas
Integrando a delegação de Portugal, participou nas seguintes conferências diplomáticas:

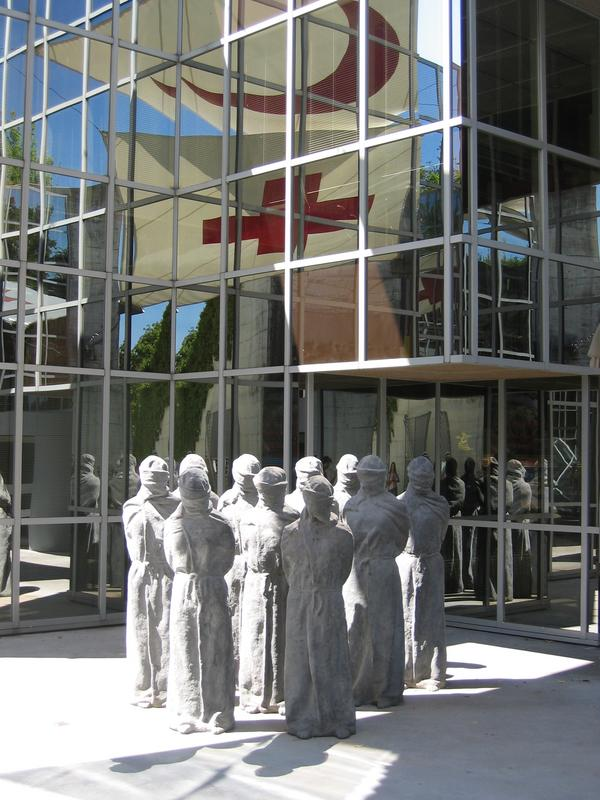
Entrada do museu da Cruz Vermelha Internacional, em Genebra

- Conferência diplomática sobre direitos de autor e direitos conexos (1996), em que foi adotado o «WIPO Copyright Treaty»;[150][151]
- Conferência diplomática para a adoção de um novo ato do acordo de Haia relativo ao depósito internacional de desenhos industriais (1999);[152][153]
- Conferência diplomática para a adoção do tratado dos direitos das patentes, sendo membro do Comité de credenciais (2000);[154][155]
- Conferência diplomática sobre a proteção das execuções audiovisuais (2000);[156][157]

- Conferência diplomática sobre a adoção de um terceiro protocolo adicional às Convenções de Genebra de 12 de agosto de 1949, e relativo à adoção de um emblema distintivo adicional (o Cristal Vermelho), Genebra, 5 a 8 de dezembro de 2005;[158]

## Outras atividades a nível internacional
- Em 2004, integrou a delegação de Portugal à Conferência Internacional sobre Educação, 47.ª sessão, organizada pela UNESCO (Organização das Nações Unidas para a Educação, a Ciência e a Cultura), que decorreu em Genebra, de 8 a 11 de setembro, subordinada ao tema “Educação de qualidade para todos os jovens: Desafios, tendências e prioridades”;[159]
- integrou a delegação de Portugal no Comité preparatório da segunda fase da Cimeira ou Cúpula Mundial sobre a Sociedade da Informação. Organizada pelas Nações Unidas, e liderada pela União Internacional de Telecomunicações (UIT), teve como uma de suas metas principais diminuir a então chamada exclusão digital global que separa países ricos e pobres através da ampliação do acesso à Internet no mundo em desenvolvimento. Essa segunda sessão plenária e preliminar da Cúpula Mundial, designada de PrepCom-2 da fase de Tunes, reuniu em Genebra, de 17 a 25 de fevereiro de 2005.[160][161]

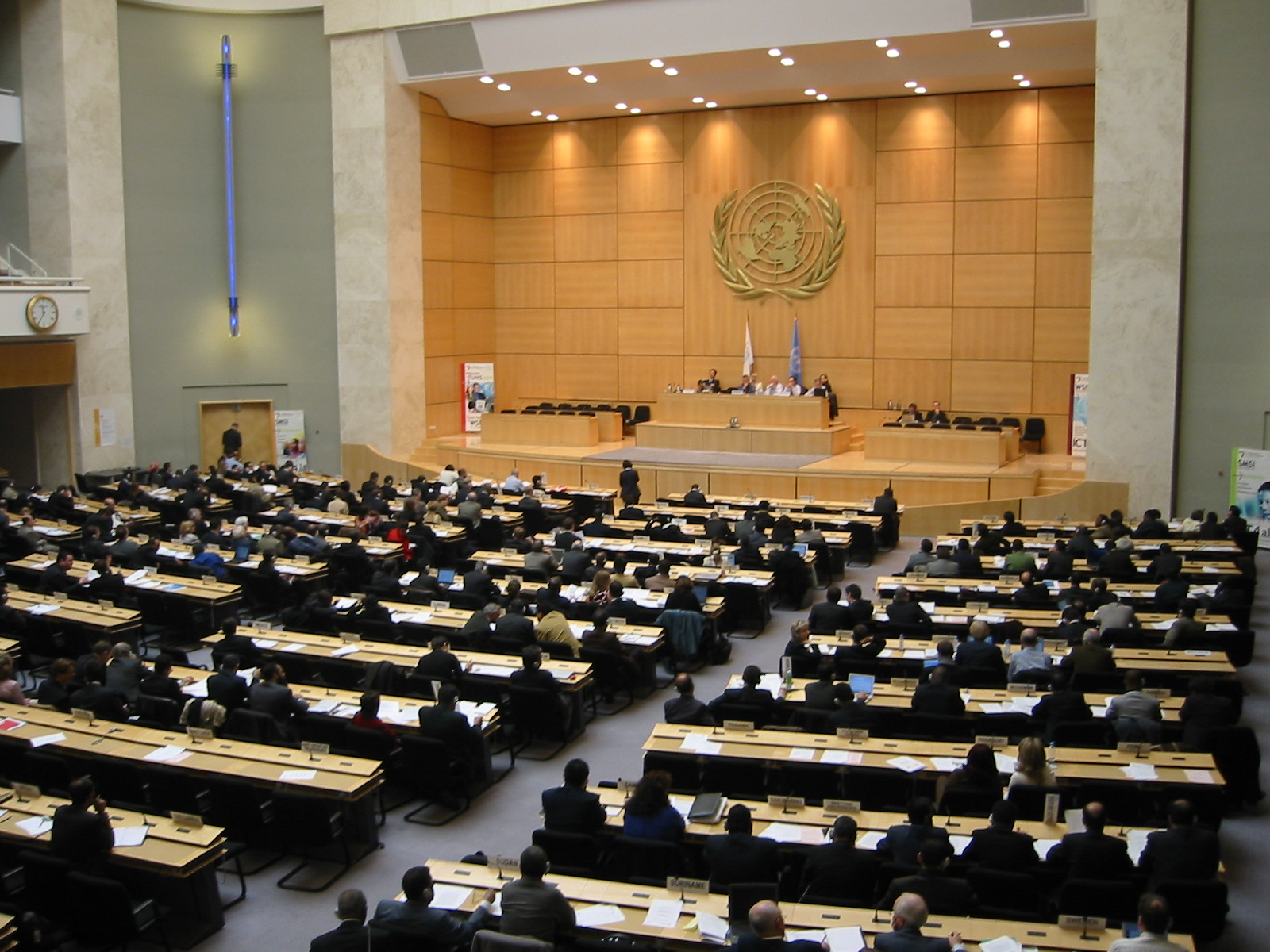
Segunda sessão plenária e preliminar da Cúpula Mundial sobre a Sociedade da Informação, realizada entre 17 e 25 de fevereiro de 2005. Edifício da ONU em Genebra (Suíça).

- em 2009 e 2010, integrou o gabinete de relações internacionais da Associação sindical dos juízes portugueses (ASJP), tendo-a representado junto da União internacional dos magistrados (UIM), da Associação europeia dos juízes (AEJ) e do Conselho consultivo dos juízes europeus do Conselho da Europa. Nessa qualidade, participou:
  - na 4.ª conferência europeia de juízes e procuradores, organizada pelo Conselho da Europa, por iniciativa do Conselho consultivo dos procuradores europeus (CCPE) e o Conselho consultivo dos juízes europeus (CCJE), em cooperação com a Escola nacional da magistratura francesa (Bordéus, junho-julho de 2009);[162][163]
  - como delegado de Portugal, nas 52.ª e 53.ª reuniões anuais da União internacional de magistrados (Marraquexe, 2009 e Dakar, 2010) e nas reuniões de Cracóvia (2009), Marraquexe (2009), Bordéus (2010) e Dakar (2010) da Associação europeia de juízes;[164][165][166][167][168][169][170][excesso de citações]
- Em 2009 e 2010, integrou o grupo de trabalho preparatório da criação da União Internacional de Juízes de Língua Portuguesa, e fez parte da delegação portuguesa ao seu ato fundacional, ocorrido no dia 12 de novembro de 2010, na Cidade da Praia, em Cabo Verde;[171][172]

## Outras atividades
- da 1 de janeiro de 1976 a 1 de setembro de 1986, professor da Escola de Socorrismo (ESO) da Cruz Vermelha Portuguesa, e, no início da década de 1980, de geografia na escola secundária da Moita;[173][174]
- em novembro de 2006, no Teatro Camões, em Lisboa, participou no espetáculo, de dança contemporânea, “40 Espontâneos”, da coreógrafa La Ribot;[175][176][177]
- em 27 de maio de 2023, no âmbito das comemorações do centenário de Eduardo Lourenço, na biblioteca municipal Maria Natércia Ruivo Almeida, em Almeida, integrou o segundo painel sob o tema “Território, História e pensamento em Eduardo Lourenço, António Telmo e Orlando Vitorino”;[178][179]

## Participação em livros e escritos publicados
- coautor e apresentador do livro «Joaquim Carvalho dos Santos, sua vida e sua obra, 1867-1934: descendência»; 2023; Carviçais; Lema d' Origem; ISBN 9789899114487;[173][178][179]
- colaborou e apresentou, no Centro Cultural de Belém, o livro «Justiça à portuguesa»; 2009; Alfragide; Livros d'Hoje[180][181]
- dezenas de acórdãos que relatou foram selecionados para publicação e publicados, quer em Diário da República,[182][183][184][185] quer nas bases de dados jurídico-documentais do Instituto das tecnologias de informação do ministério da justiça,[186][187][188][189][190][191][excesso de citações] quer ainda referenciados em livros, mormente, entre outros, nos seguintes:
- MILHEIRO, Tiago et.al.; Comentário judiciário do Código de Processo Penal - artigos 1.º a 123.º - tomo I; 2.ª edição; [Portugal]; Almedina; 2022; p. 422 (Acórdão de 4 de outubro de 2018); ISBN 9789894009252;[192]
- MILHEIRO, Tiago et.al.; Comentário judiciário do Código de Processo Penal - tomo III; 2.ª edição; [Portugal]; Almedina; 2023; ISBN 9789894003748 ;[193]
- PEREIRA, Rui e CAIRES, João; Processo Penal; p. 34 (Acórdão de 22 de outubro de 2020 Proc. 1233/15OPBLSB.L1-9); Almedina; 2023; ISBN 9789894010722;[194]
- ALMEIDA, Francisco; Direito Processual Civil Vol. I; 3.ª edição; Almedina; 2023; Acórdão de 8 de outubro de 2015, Proc. 24/14OTELSB-I-L1-9 | ISBN 9789724088785;[195]
- CARDOSO, Rui; Medidas de coação. Teoria e prática; Universidade Católica Editora; 2024; (caso RCJIMP); ISBN 9789725410738;[196]
- RAMOS, Armando; O agente encoberto digital - meios especiais e técnicos de investigação criminal; p. 224 (Acórdão de 4 de março de 2010, Proc. 1630/08.8PGSXL.L1-9); Almedina; 2023; ISBN 9789894002673;[197]

## Condecorações
Foi agraciado, pela Cruz Vermelha Portuguesa, com:
- Cruz Vermelha de Louvor;[2][3]
- Cruz Vermelha de Mérito,[2][3] em cuja atribuição, a 8 de maio de 1987, se lavrou: «é concedida a Cruz Vermelha de Mérito ao Dr. José Sérgio Carvalho dos Santos de Calheiros da Gama, porque desde 1 de Janeiro de 1976 e até 1 de Setembro de 1986, no desempenho das suas funções de instrutor da Escola de Socorrismo da CVP, se manifestou um docente a vários títulos exemplar com inteiro sentido de responsabilidade e extraordinária capacidade de trabalho e organização. Para além da sua função docente, desincumbiu-se com determinação e franca eficácia em muitas outras actividades, nomeadamente no apoio médico-sanitário - no Aeroporto de Lisboa e na Base Aérea nº 1 - durante a recepção das pessoas regressadas das ex-Províncias Ultramarinas, na coordenação de cursos C.A.A. para Bombeiros (o que muito contribuiu para o bom clima de entendimento e cooperação existente entre a C.V.P. e o Serviço Nacional de Bombeiros) e em comissões de trabalho no âmbito do socorrismo quer a nível interno, quer internacional (Espanha e França). Elemento estudioso e sabedor elaborou vários "apontamentos" de estudo - é de realçar o seu volume "Reanimação" - e colaborou noutros para uso dos alunos dos vários cursos da ESO. Por toda a sua atividade ao longo de 10 anos de serviço da causa do Socorrismo, pelas boas relações que sempre manteve com a DES, companheiros de trabalho e os socorristas que ensinou é o Monitor Sérgio Gama credor do maior apreço de todos e digno de ser apontado como um exemplo a seguir.»[174]